# Seznam vlajek španělských autonomních společenství

Španělská vlajka
Poměr stran: 2:3

Seznam vlajek španělských autonomních společenství představuje přehled vlajek všech sedmnácti autonomních společenství Španělska a dvou autonomních měst.

## Autonomní společenství
| Umístění | Vlajka | Poměr stran | Územní celek / článek o vlajce                             |
| -------- | ------ | ----------- | ---------------------------------------------------------- |
|          |        | 2:3         | Andalusie Andaluská vlajka                                 |
|          |        | 2:3         | Aragonie Aragonská vlajka                                  |
|          |        | 2:3         | Asturie Asturská vlajka                                    |
|          |        | 2:3         | Baleáry Vlajka Baleár                                      |
|          |        | 14:25       | Baskicko Baskická vlajka                                   |
|          |        | 2:3         | Extremadura Extremadurská vlajka                           |
|          |        | 2:3         | Galicie Galicijská vlajka                                  |
|          |        | 2:3         | Kanárské ostrovy Vlajka Kanárských ostrovů                 |
|          |        | 2:3         | Kantábrie Kantábrijská vlajka                              |
|          |        | 2:3         | Kastilie – La Mancha Vlajka Kastilie – La Manchy           |
|          |        | 76:99       | Kastilie a León Vlajka Kastilie a Leónu                    |
|          |        | 2:3         | Katalánsko Katalánská vlajka Estelada                      |
|          |        | 2:3         | La Rioja La Riojská vlajka                                 |
|          |        | 7:11        | Madridské společenství Vlajka Madridského společenství     |
|          |        | 2:3         | Murcie Murcijská vlajka                                    |
|          |        | 2:3         | Navarra Navarrská vlajka                                   |
|          |        | 2:3         | Valencijské společenství Vlajka Valencijského společenství |

## Autonomní města
| Umístění | Vlajka | Poměr stran | Územní celek / článek o vlajce |
| -------- | ------ | ----------- | ------------------------------ |
|          |        | 2:3         | Ceuta Vlajka Ceuty             |
|          |        | 2:3         | Melilla Vlajka Melilly         |